# Mariano (nome)
Mariano  è un nome proprio di persona italiano maschile.

## Varianti
- Femminili: Mariana

### Varianti in altre lingue
- Basco: Maren[2]
- Catalano: Marià[2]
- Ceco: Marian[1], Marián[1]
- Croato: Marijan[1], Marjan[1]
- Galiziano: Mariano[2]
- Gallese: Meirion[1], Merrion[1]
- Latino: Marianus[1][3]
- Polacco: Marian[1]
- Portoghese: Mariano[1]
- Rumeno: Marian[1]
- Slovacco: Marián[1]
- Sloveno: Marjan[1], Marijan[1]
- Spagnolo: Mariano[1][2]
- Ungherese: Marián[1]

## Origine e diffusione
Deriva dal gentilizio latino Marianus, basato sul nome Marius, quindi un patronimico col significato di "appartenente a Mario", "discendente di Mario".
La sua diffusione è però indubbiamente legata alla devozione verso la Vergine Maria, in quanto il nome viene interpretato come "dedicato a Maria" o "appartenente a Maria"; inoltre, in alcuni casi il nome Mariano viene usato come forma maschile dello stesso nome Maria.

## Onomastico
L'onomastico si può festeggiare in memoria di più santi e beati, alle date seguenti:
- 1º gennaio, beato Marian Konopiński, sacerdote e martire a Dachau[6]
- 17 gennaio (o 1º dicembre), san Mariano[4], diacono e martire con san Diodoro a Roma
- 16 febbraio, beato Mariano Arciero, sacerdote, missionario e predicatore[6]
- 30 aprile, san Mariano, diacono e martire sotto Diocleziano, venerato ad Acerenza[4][6]
- 6 maggio, san Mariano, martire con san Giacomo a Lambesi[6]
- 31 maggio, beato Mariano da Roccacasale, francescano[6]
- 19 agosto, san Mariano di Évaux, eremita presso Bourges, Francia, nel VI secolo[6]
- 5 ottobre, beato Marian Skrzypczak, sacerdote e martire sotto i nazisti a Płonkowo (Polonia)[6]
- 17 ottobre, san Mariano[4], martire a Nicomedia
- 6 novembre, beato Mariano di San Giuseppe, sacerdote trinitario e martire durante la guerra civile spagnola[6]

Nel caso in cui il nome fosse di ispirazione mariana, l'onomastico potrebbe anche essere festeggiato il 12 settembre, festività del Santissimo nome di Maria.

## Persone

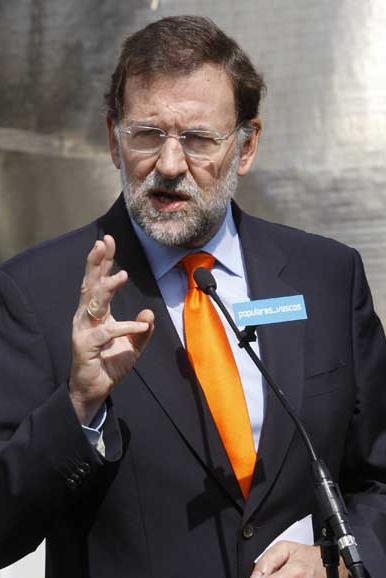
Mariano Rajoy

- Mariano IV d'Arborea, giudice del Regno di Arborea
- Mariano Andújar, calciatore argentino
- Mariano Crociata, vescovo cattolico italiano
- Mariano d'Ayala, militare, politico e scrittore italiano
- Mariano José de Larra, scrittore e giornalista spagnolo
- Mariano di Jacopo, ingegnere, scrittore e scultore italiano
- Mariano Herencia Zevallos, politico peruviano
- Mariano Holguín, arcivescovo cattolico, francescano e politico peruviano
- Mariano Matamoros, sacerdote e patriota messicano
- Mariano Rajoy, politico spagnolo
- Mariano Rampolla del Tindaro, cardinale italiano
- Mariano Rumor, politico italiano
- Mariano Santo, medico e chirurgo italiano

### Variante Marian
- Marian Biskup, storico polacco

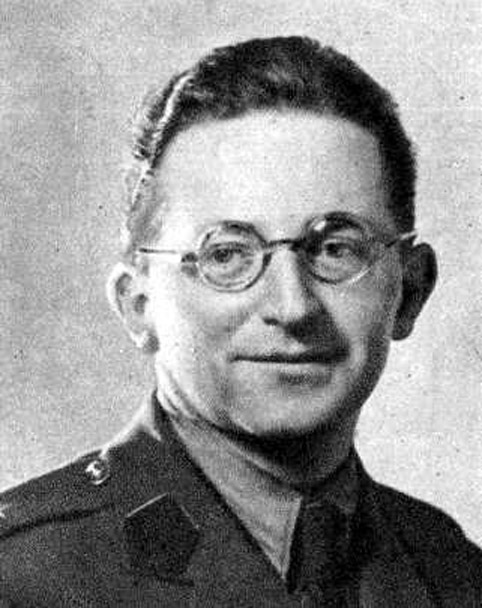
Marian Rejewski

- Marian Gołębiewski, arcivescovo cattolico polacco
- Marian Jaworski, cardinale e arcivescovo cattolico polacco naturalizzato ucraino
- Marian Konopiński, sacerdote polacco
- Marian Kozłowski, dirigente sportivo e giornalista polacco
- Marian Lupu, politico moldavo
- Marian Oprea, atleta rumeno
- Marian Pahars, calciatore e allenatore di calcio lettone
- Marian Rejewski, matematico e crittografo polacco
- Marian Smoluchowski, fisico e geofisico polacco
- Marian Spychalski, architetto, militare e politico polacco

### Variante Marià

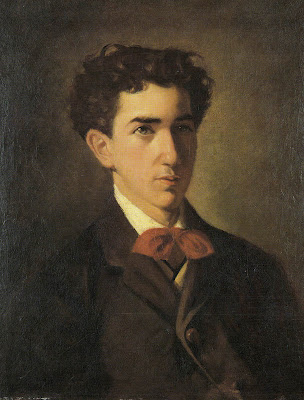
Marià Fortuny i Marsal

- Marià Aguiló, linguista e poeta spagnolo
- Marià Fortuny i de Madrazo, pittore e stilista spagnolo naturalizzato italiano
- Marià Fortuny i Marsal, pittore spagnolo
- Marià Gonzalvo, calciatore spagnolo

### Altre varianti
- Marián Čalfa, politico e avvocato cecoslovacco
- Marjan Kovačević, compositore di scacchi serbo
- Marjan Pejoski, stilista macedone
- Marijan Freiherr Varešanin von Vareš, militare austro-ungarico

## Il nome nelle arti
- Mariano Arena è un personaggio del romanzo di Leonardo Sciascia Il giorno della civetta.
- Mariano D'Albino è un personaggio della commedia di Eduardo De Filippo La grande magia.